# Aureliano Bolognesi
Aureliano Bolognesi, född 15 november 1930 i Sestri Ponente utanför Genua, död 30 mars 2018 i Genua, var en italiensk boxare.
Bolognesi blev olympisk mästare i lättvikt i boxning vid sommarspelen 1952 i Helsingfors.